# Silhouette (Pärt)
Silhouette, sous-titré Hommage à Gustave Eiffel, est une œuvre pour orchestre à cordes et percussions écrite par Arvo Pärt, compositeur estonien associé au mouvement de musique minimaliste.

## Historique
Composée en 2009, cette œuvre est une commande de l'Orchestre de Paris pour l'arrivée à sa tête de Paavo Järvi, ami du compositeur. Sa première mondiale a été exécutée le 4 novembre 2010 à la salle Pleyel sous la direction de Paavo Järvi.